# Episodi di 14º Distretto (nona stagione)
La nona stagione della serie televisiva 14º Distretto è stata trasmessa in anteprima in Germania da Das Erste tra il 10 gennaio 1995 e il 4 aprile 1995.
| nº | Titolo originale             | Titolo italiano | Prima TV Germania | Prima TV Italia |
| -- | ---------------------------- | --------------- | ----------------- | --------------- |
| 1  | Des Sängers Hund             | inedito         | 10 gennaio 1995   | inedito         |
| 2  | Die Uhr des Lebens           | inedito         | 17 gennaio 1995   | inedito         |
| 3  | Schwedische Gardinen         | inedito         | 24 gennaio 1995   | inedito         |
| 4  | Crashkids                    | inedito         | 31 gennaio 1995   | inedito         |
| 5  | Heidehonig                   | inedito         | 7 febbraio 1995   | inedito         |
| 6  | Die Geldgräber               | inedito         | 14 febbraio 1995  | inedito         |
| 7  | Ihr Mörder, gnädige Frau     | inedito         | 21 febbraio 1995  | inedito         |
| 8  | Die heiligen drei Königinnen | inedito         | 28 febbraio 1995  | inedito         |
| 9  | Der Rächer                   | inedito         | 7 marzo 1995      | inedito         |
| 10 | Die Mörderin                 | inedito         | 14 marzo 1995     | inedito         |
| 11 | Karambolage                  | inedito         | 21 marzo 1995     | inedito         |
| 12 | Langfinger                   | inedito         | 28 marzo 1995     | inedito         |
| 13 | Der Funkspruch               | inedito         | 4 aprile 1995     | inedito         |